# Lo Spagna
Giovanni di Pietro, anomenat pel seu naixement Lo Spagna (Espanya, ~1450 - Spoleto, 1528) fou un pintor originari d'Espanya que desenvolupà tota la seva carrera a Itàlia durant el Renaixement. Alumne destacat del Perugino, fou el més notable dels artistes formats al seu taller, a excepció de Rafael Sanzio.

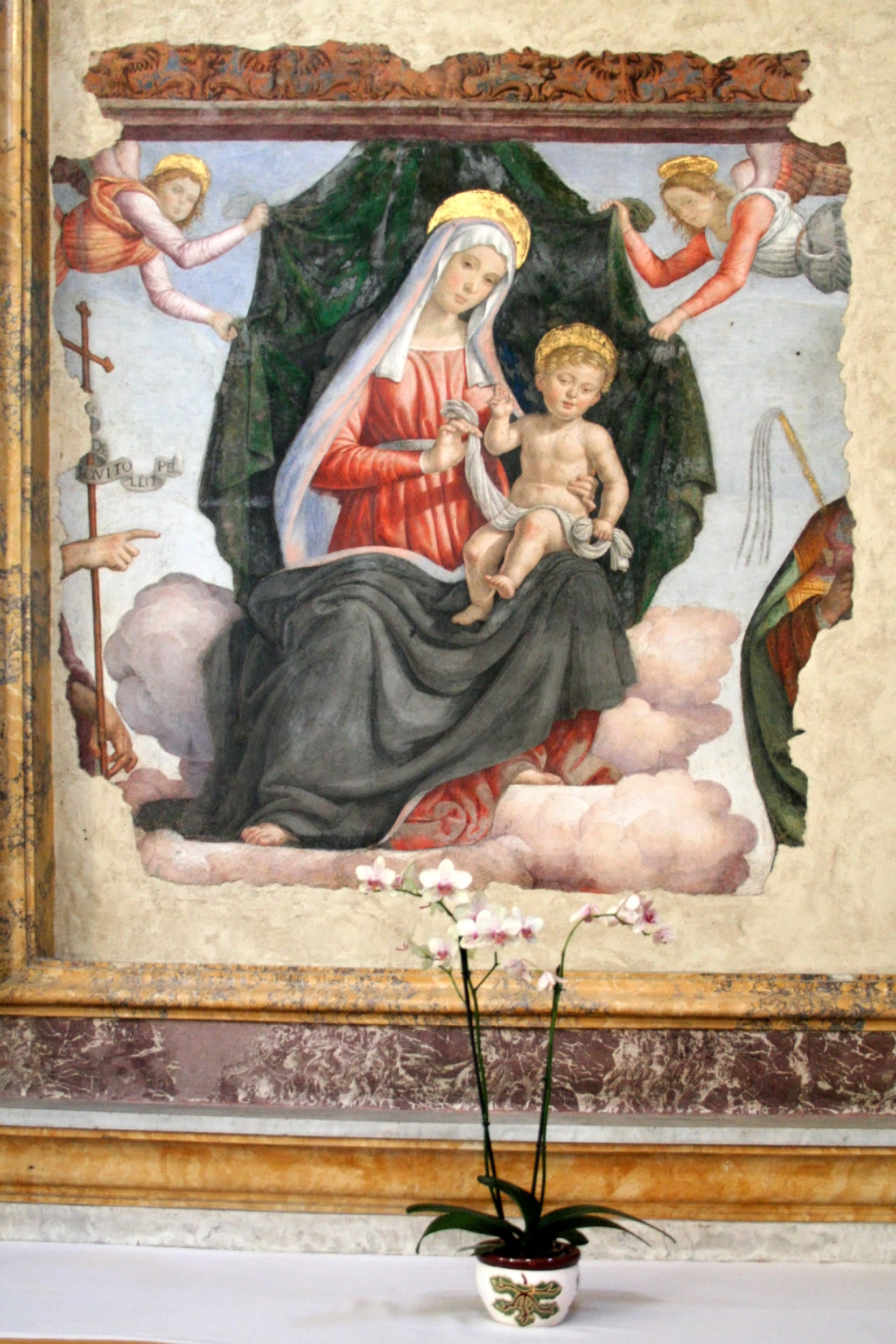
Verge amb el nen

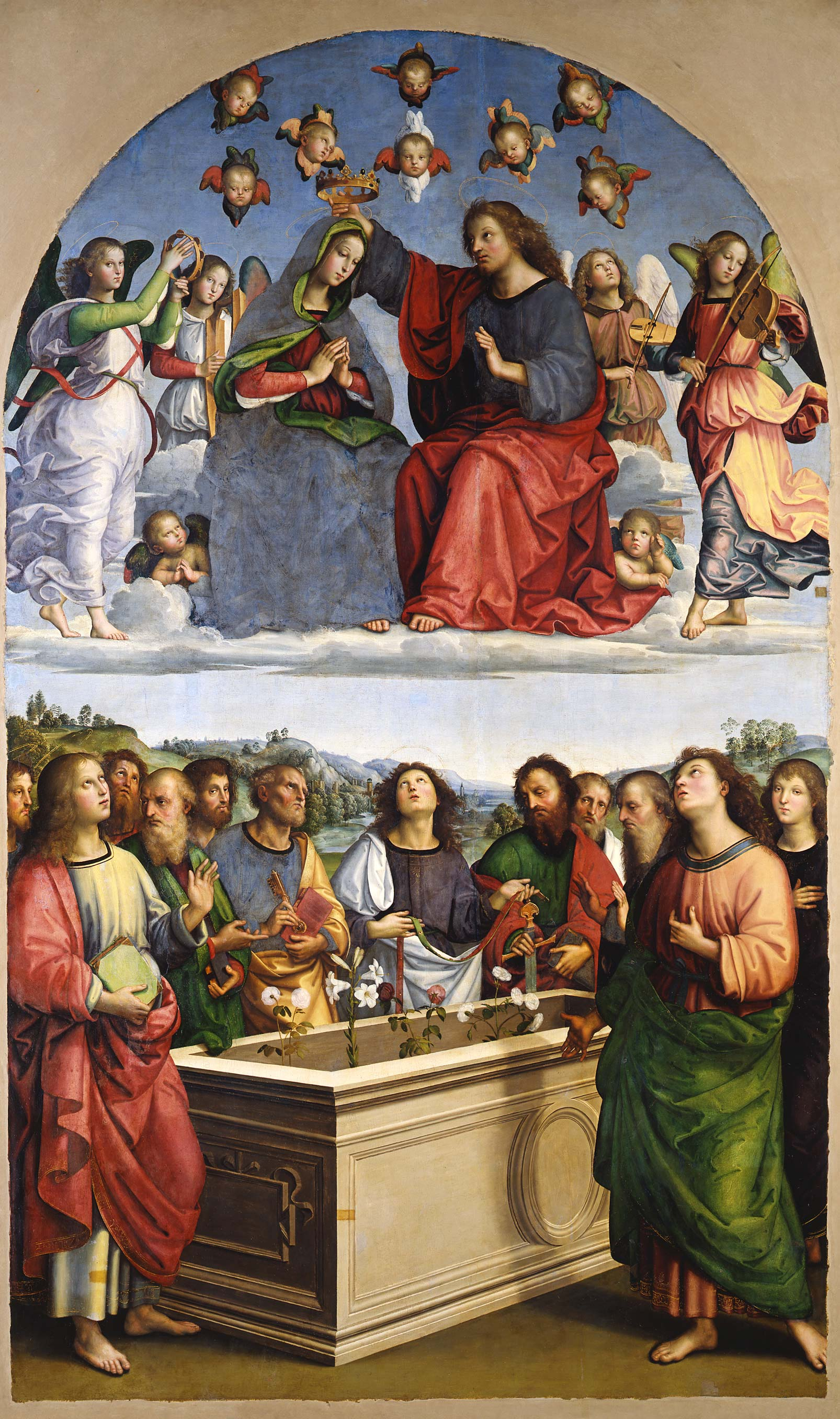
Coronació de la Verge, Pinacoteca Vaticana

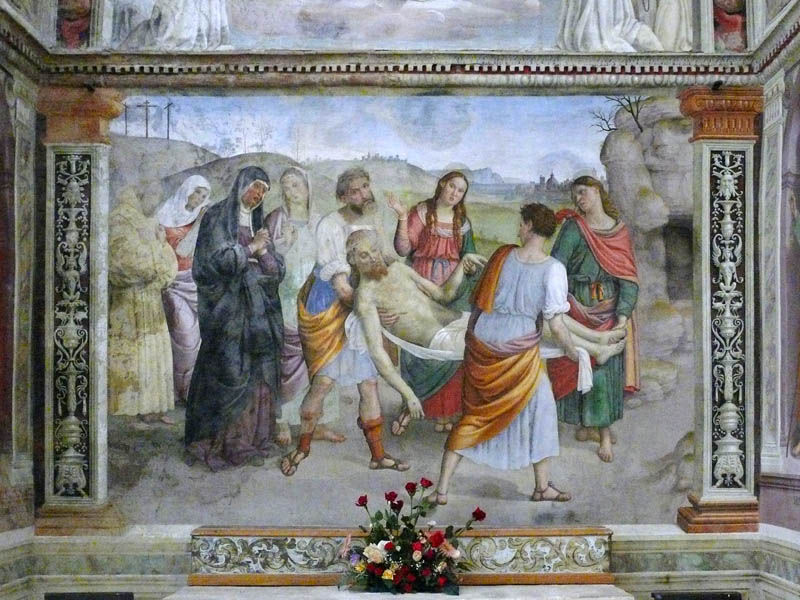
Deposició, Madonna delle Llacrime, Trevi

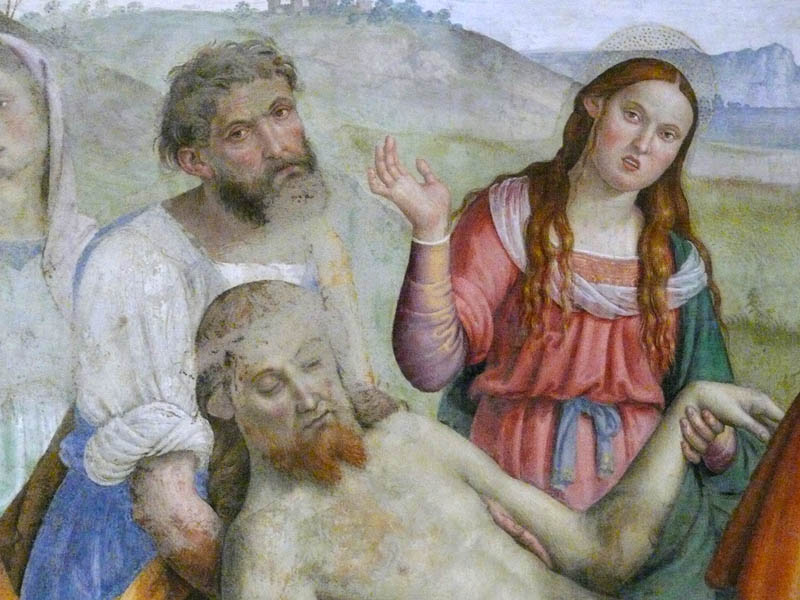
Deposició (detall).

Nascut a un lloc indeterminat d'Espanya, les primeres notícies que se'n conserven ja el situen a Florència com a ajudant al taller del Perugino l'any 1492. Alguns anys després apareix a Spello treballant com a auxiliar del Pinturicchio (1502). Després tornà a treballar amb Vanucci a Perusa, però va haver d'abandonar la ciutat quan aquest es morí el 1524, degut a l'hostilitat dels pintors locals, reticents a competir amb artistes de fora. Diverses fonts, entre elles Giorgio Vasari, culpen d'aquest episodi a pintors com Giannicola di Paolo o Domenico Alfani.
Lo Spagna treballà en diverses localitats umbres, excepte a Perusa. Pocs anys abans s'havia establert a Spoleto, on es casà amb Santina Martorelli, membre d'una de les principals famílies de la ciutat. A la seva nova llar aconseguí un gran reconeixement: el 1516 el govern local li concedí la ciutadania al magistri Iohannis hyspani pictoris excellentissimi, i un temps després era escollit Capitano delle Arti dei Pittori e Orefici (1517). Una de les seves filles es casà amb un altre pintor estranger, Jacopo Sículo.
Lo Spagna morí a Spoleto el 1528 a causa de la pesta, mentre treballava en els frescos de San Giacomo. Els seus ajudants acabaren l'encàrrec, segons els dissenys que havia deixat el mestre.
Di Pietro fou el mestre de diversos artistes notables, com Dono Doni, Cecco di Bernardino o Raffaellino dal Colle.
Alguns especialistes atribueixen a Lo Spagna l'autoria de les Esposalles de la Verge, cèlebre pintura conservada a Caen i tradicionalment atribuïda al seu mestre Perugino.

## Obres destacades
- Crist portant la Creu (1497, Monastero della Beata Colomba, Perusa), atribució incerta.
- Verge amb el Nen (1501, Santa Maria Maggiore, Spello), fresc anteriorment atribuït a Pinturicchio.
- Coronació de la Verge (1507-1511, Pinacoteca Vaticana, Roma)
- Verge de la Misericòrdia (c. 1510, San Carlo, Todi)
- Adoració dels Reis d'Orient (1508, Staatliche Museen, Berlín)
- Nativitat (1510, Museu del Louvre, París)
- Santa Catalina de Siena (1510-1515, The Art Institute, Chicago)
- Assumpció de la Verge (1512, San Martino, Trevi), fresc.
- Frescos de la Capella del Trànsit (1514, Santa Maria degli Angeli, Assís)
  - Germans Juníper, Morico, Felip i Bernat i els sants Otó i Adjutori, protomàrtirs franciscans
  - Sant Antoni de Pàdua, Sant Bonaventura i Sant Berard, protomàrtir
  - Germans Silvestre, Rufí, Masseo, Lleó i Gil, amb Sant Acursi, protomàrtir
- Frescos de La Rocca di Albornoz (1514-1515, ara al Palazzo Comunale, Spoleto)
  - Verge amb el Nen i sants
  - Tres Virtuts: Caritat, Justícia i Clemència
- Sant Pere i Sant Pau (1516, Catedral de Todi)
- Verge amb el Nen i sants (1516-1517, Museo del Tresor, Assís)
- Frescos a San Michele Archangelo (Gavelli, 1518 i 1523)
  - Coronació de la Verge
  - Sants Pere i Pau
  - Sant Miquel derrota el dimoni
  - Aparició de Sant Miquel al Mont Gargano
  - Verge en glòria amb el Nen i els sants Sebastià, Catalina d'Alexandria, Apol·lònia i Joan Baptista
  - Verge en glòria amb el Nen i els sants Jerònim, Francesc d'Assís i Antoni de Pàdua (1523)
- Frescos a la Madonna delle Llacrime (1518-1520, Trevi)
  - Deposició
  - Sants Ubald i Josep
  - Sant Agustí
- Santes Cecília i Catalina (1520, Pinacoteca de Trevi)
- Verge amb el Nen i àngels (c. 1520, Sant'Ansano, Spoleto), fresc.
- Crucifixió amb sants (c. 1520, Oratori de Sant Pere Màrtir, Spoleto), fresc.
- Coronació de la Verge (1522, Pinacoteca de Trevi)
- Frescos de San Giacomo de Spoleto (1526)
  - Sant Jaume Apòstol
  - Anunciació
  - Santa Llúcia
  - Santa Apolònia
  - Llegenda del pelegrí penjat
  - Miracle dels pollatres rostits
  - Coronació de la Verge
  - Verge amb el Nen i sants (1527, probablement la seva última obra)